# Drosophila repletoides
Drosophila repletoides är en tvåvingeart som beskrevs av Hsu 1943.

## Taxonomi och släktskap
D. repletoides ingår i släktet Drosophila, undersläktet Drosophila och som ensam medlem i artgruppen Drosophila tumiditarsus.

## Utbredning
Artens utbredningsområde är Japan och södra Kina.